# Dai
dai（だい）は、日本の作曲家。主に同人音楽で活動している。同人PCゲーム『ひぐらしのなく頃に解』のBGM作曲者として知られ、『うみねこのなく頃に』においてはBGMの他にも音楽総監修・デバッグを担当した。また、同人音楽サークルM.Graveyardの代表兼雑用でもある。

## 『ひぐらしのなく頃に』参加への経緯
07th Expansionには『ひぐらしのなく頃に』の時点ではまだ楽曲の提供者が居らず、BGMや効果音等は無料の音楽素材などが用いられていたが、過度のマキシマイズによるクリッピング、有料素材の無料サンプルを利用しているゆえの音質の悪さなどが常々指摘されていた。daiは当初『ひぐらし』をプレイする一ファンであったが、『ひぐらし』の劇中BGMに対し同様の懸念を抱き、メールで製作者の竜騎士07とコンタクトを取り、後日アップした曲を聴かせたところ、音楽制作参加への誘いを受け、現在に至る。因みに、dai参加以前の、つまり問題編における劇中BGMでは、MIDIをオーディオ化する際の音源としてWinGrooveがしばしば使用されていた。なお、最終章である「祭囃し編」では楽曲提供者の他に「戦犯」というクレジットもされている。これはあくまで「ひぐらしのなく頃に」が連続殺人ノベルであり、竜騎士07を初めとする原作者達が「主犯」等とクレジットされていることに関連するジョークである。

## 作品一覧

### アルバム
- Thanks/you
- after years（pre-holderとの合作）
- yours お試し版
- yours
- M.Graveyard突発CD
- 生まれてきてくれてありがとう
- うみねこのなく頃に musicbox Blue

## 作曲環境
daiの作曲環境は以下の通りである。
- メイン音源

ヤマハ・MOTIFシリーズ MOTIF-RACK
- シーケンサー

Singer song writer
- MIDIキーボード

M-AUDIO KEY STATION 61 es
- キーボードスタンド

段ボール三段重ね(便利装置としてストックはしているが、現在は使用していない模様)

## テレビ局による無断使用問題
dai製作の同人音楽アルバム『Thanks/you』に収録された一部の楽曲が、中居正広の金曜日のスマたちへで無断使用されたことがあったが、その後、金スマ側が今後そのような行為を取り締まる立場で努力していくことを前提に和解が成立した。このことは当番組では一切触れられておらず、また、dai側からも現在はあまり語ろうとはしない。
また、NHKの番組でも1度か2度無断使用されたことがあり、daiの公式サイト掲示板にファンからの書き込みがあったことから発覚。こちらは後にNHK側から謝罪があった。
2008年に今度はテレビ朝日放送のドラマ内で楽曲が一部無断使用される問題が発生した。テレビ朝日側は「関係者の中に同人音楽という概念がそもそも無かった事」を原因とし、金スマスタッフ同様、今後はそのような行為を取り締まる立場で努力していくことを前提に和解が成立した。